# محمد صبحی
محمد صبحی (عربی: محمد محمود صبحي؛ زادهٔ ۳ مارس ۱۹۴۸) کارگردان نمایش اهل مصر است. او اولین فیلم خود را در سال ۱۹۷۵ کارگردانی کرد.